# 卡爾卡省

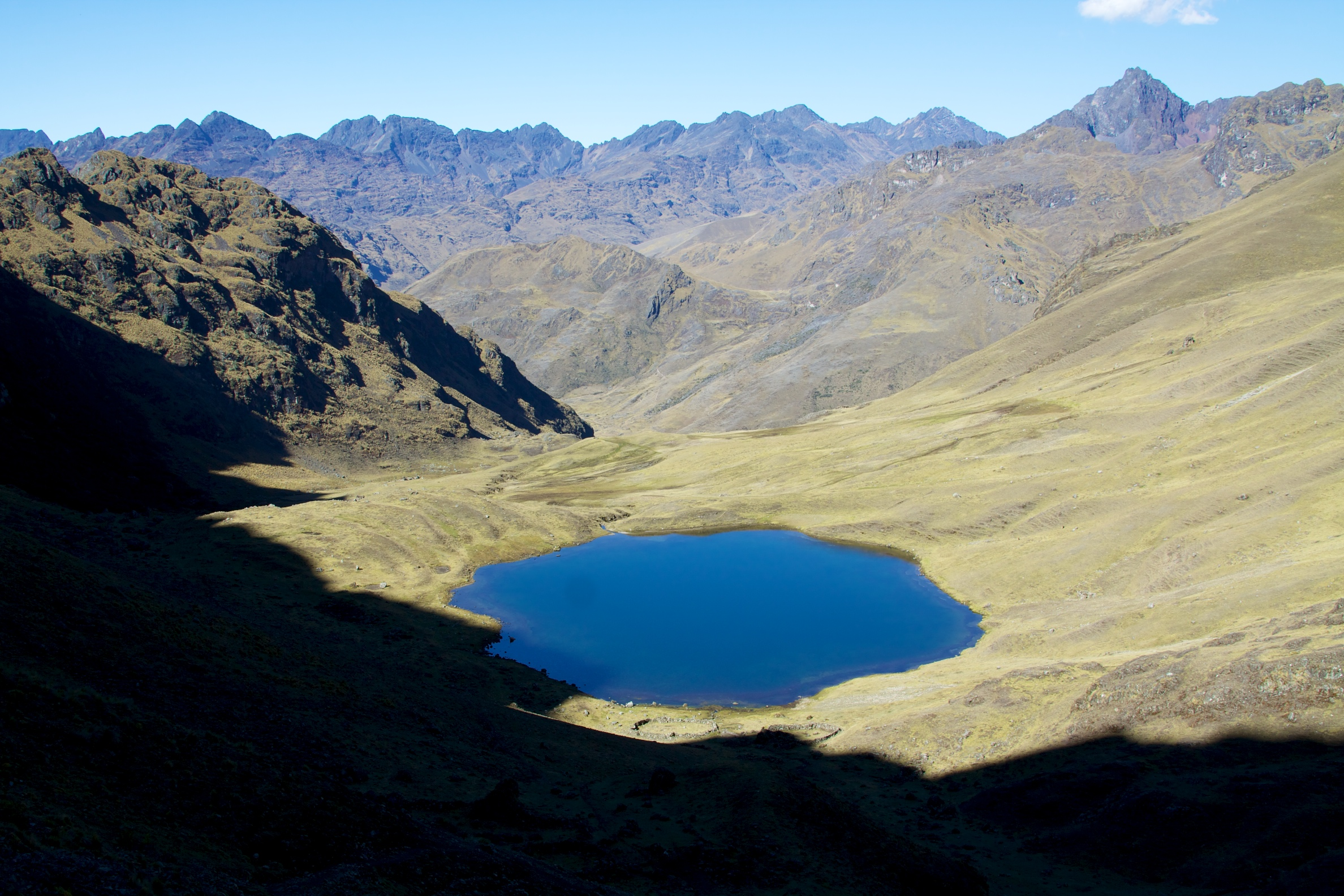

卡爾卡省（西班牙語：Provincia de Calca），是秘魯的省份，位於該國南部庫斯科大區，首府是卡爾卡，面積4,414平方公里，2007年人口65,407，人口密度每平方公里15人，居民主要使用奇楚瓦語和西班牙語。